# Собар
Собар (рум. Sobari) — село в Молдові у Сороцькому районі. Входить до складу комуни з адміністративним центром в селі Кременчуг.
| Молдова | Це незавершена стаття з географії Молдови. Ви можете допомогти проєкту, виправивши або дописавши її. |